# Designasaurus
Designasaurus è un videogioco educativo sviluppato da Ezra Sidran e pubblicato dalla Britannica Software, pubblicato per Amiga, Apple II, Apple IIgs, Commodore 64, e MS-DOS. Il gioco consiste nel creare un dinosauro a piacere e aiutarlo a sopravvivere. È diviso in tre attività: "Walk-a-Dinosaur", "Build-a-Dinosaur" and "Print-a-Dinosaur".

## Accoglienza
Nel 1988, durante i CODiE Awards, Designasaurus ha vinto i premi Best Educational Program ("Miglior Programma Educativo") e Best Pre-school or Primary School Program ("Miglior Programma per Asilo o Scuola Primaria").

## Sequel
Il sequel, Designasaurus II, è uscito nel 1990 per MS-DOS. Sostenuta da due paleontologi, la Britannica Software ha incluso i dinosauri nei periodi storici corretti in cui sono esistiti.